# Hemiergis quadrilineatum
Hemiergis quadrilineatum är en ödleart som beskrevs av  André Marie Constant Duméril och BIBRON 1839. Hemiergis quadrilineatum ingår i släktet Hemiergis och familjen skinkar. IUCN kategoriserar arten globalt som livskraftig. Inga underarter finns listade i Catalogue of Life. Artens utbredningsområde är västra Australien.